# Arena Stožice
L'Arena Stožice è un'arena sportiva coperta situata a Lubiana, in Slovenia, utilizzata per varie discipline sportive e come sede di concerti musicali.

## Storia
L'arena fa parte di un complesso sportivo che include anche lo stadio Stožice. Costruita in soli 14 mesi, è stata inaugurata il 10 agosto 2010 con l'incontro di pallacanestro tra Slovenia e Spagna, vinto ai supplementari per 79-72 dagli iberici. Viene utilizzata per la pallacanestro, pallavolo, pallamano e pugilato, oltre che per concerti ed altri eventi culturali.
È stata la sede della finale dei campionati europei di pallacanestro del 2013.
Nel 2018 ha ospitato i Campionati europei di calcio a 5. Nel 2022 ha ospitato il Campionato europeo femminile di pallamano.